# Epimetasia
Epimetasia is een geslacht van vlinders uit de familie van de grasmotten (Crambidae), uit de onderfamilie van de Odontiinae. De wetenschappelijke naam van dit geslacht is voor het eerst voorgesteld door Émile Louis Ragonot in een publicatie uit 1894.

## Soorten
- Epimetasia abbasalis Amsel, 1974
- Epimetasia albalis Amsel, 1959
- Epimetasia eoa (Meyrick, 1936)
- Epimetasia gregori Amsel, 1970
- Epimetasia monotona (Amsel, 1953)
- Epimetasia rhodobaphialis (Ragonot, 1894)
- Epimetasia rufoarenalis (Rothschild, 1913)
- Epimetasia vestalis (Ragonot, 1894)